# Elektroniczne biuro podawcze
Elektroniczne biuro podawcze – termin prawniczy oznaczający system teleinformatyczny (w tym portal i aplikację) pozwalający na elektroniczne składanie pism procesowych, dokonywanie elektronicznych doręczeń, zdalny dostęp do akt sądowych (e-akta), rozpoznanie dowodu na odległość oraz prowadzenie rozpraw na odległość. System dotyczy postępowań cywilnych (ma zastosowanie w sprawach cywilnych, gospodarczych, rodzinnych oraz w postępowaniach egzekucyjnych, które są prowadzone przez komornika). Ogólne zasady działania systemu zostały ustanowione w ustawie z 10 lipca 2015 roku nowelizującej kodeks cywilny, kodeks postępowania cywilnego oraz inne ustawy. System będzie wdrażany przez Ministerstwo Sprawiedliwości w polskich sądach powszechnych stopniowo w ciągu 3 lat począwszy od drugiej połowy 2016 roku.

## Prawne ramy działania systemu
Elektroniczne biuro podawcze jest kolejnym etapem informatyzacji polskiego postępowania cywilnego. System powstał na bazie dobrze ocenianego elektronicznego postępowania upominawczego prowadzonego przez Sąd Rejonowy w Lublinie. Ustawa wprowadzająca system powstała jako projekt rządu Ewy Kopacz, który wpłynął do sejmu 6 sierpnia 2014. Po przejściu ścieżki legislacyjnej ustawa przygotowująca przepisy do wdrożenia systemu i nowelizująca kodeks cywilny, kodeks postępowania cywilnego oraz niektóre inne ustawy została podpisana 31 lipca 2015 przez prezydenta RP Bronisława Komorowskiego.
Elektroniczne biuro podawcze jest systemem, który będzie mógł być wybrany dobrowolnie przez stronę postępowania cywilnego. Wybór komunikacji elektronicznej w danym postępowaniu będzie mógł być wycofany (strona postępowania będzie mogła zdecydować o zmianie na komunikację papierową). W postępowaniu sądowym z użyciem elektronicznego biura podawczego pisma i załączniki składane przez strony oraz zarządzenia, postanowienia i wyrok sądu są umieszczane w systemie i mogą być odczytane po zalogowaniu się do systemu z dowolnego miejsca o dowolnej porze (poprzez internet). W postępowaniu w trybie elektronicznego biura podawczego akta sprawy oryginalnie powstają w formie elektronicznej i w tej formie są wiążące.
By rozprawa mogła się toczyć w trybie elektronicznym wystarczy, by jedna ze stron wybrała tę drogę komunikacji. Poprzez elektroniczne biuro podawcze prowadzona może być także elektroniczna egzekucja komornicza. Na potrzeby elektronicznego biura podawczego wprowadzono do kodeksu cywilnego przepis art. 781 w brzmieniu: „Oświadczenie woli złożone w formie elektronicznej jest równoważne z oświadczeniem woli złożonym w formie pisemnej, chyba że ustawa lub czynność prawna zastrzega inaczej”. Ponadto przepisy wprowadzające system określiły, że dokumentem jest każdy nośnik informacji umożliwiający zapoznanie się z jej treścią (w tym np. e-mail lub sms).
Każde pismo procesowe wnoszone do elektronicznego biura podawczego co do zasady można podpisać jednym z dwóch narzędzi: podpisem elektronicznym weryfikowanym za pomocą ważnego kwalifikowanego certyfikatu lub za pomocą podpisu elektronicznego potwierdzonego darmowym podpisem zaufanym ePUAP. Jeżeli pismo procesowe, sądowe lub orzeczenie podlega doręczeniu w formie odpisu tradycyjnie drukowanego – wówczas wystarczy doręczenie dokumentu wydrukowanego z elektronicznego biura podawczego, ponieważ każdy wydruk dokumentu z tego systemu opatrzony jest unikalnym oznaczeniem pozwalającym na weryfikację istnienia i treści danego pisma w systemie. Wydruk odpisu dokumentu z systemu ma moc dokumentu wydanego przez sąd.
Doręczenie elektroniczne danego pisma w systemie następuje w chwili potwierdzenia odbioru korespondencji, tzn. zalogowania na konto użytkownika w systemie (przy czym do doręczeń elektronicznych nie stosuje się ograniczeń dotyczących doręczania w porze nocnej oraz w dni ustawowo wolne od pracy). W przypadku braku potwierdzenia odbioru pisma w systemie, doręczenie elektroniczne będzie uznane za prawnie skuteczne po upływie 14 dni od daty umieszczenia pisma w elektronicznym biurze podawczym.